# 江戸相撲明和4年3月場所
江戸相撲明和4年3月場所（えどすもうめいわ4ねん3がつばしょ）は、明和4年（1767年）3月に開催された江戸相撲（大相撲の前身）の本場所。興行場所は深川八幡神社。

## 幕内番付・星取表
| 東               | 東               | 東             | 番付      | 西             | 西              | 西               |
| 備考             | 成績             | 力士名         | 番付      | 力士名         | 成績            | 備考             |
| ---------------- | ---------------- | -------------- | --------- | -------------- | --------------- | ---------------- |
| 新大関（第26代） | 全休             | 塩見波浦右エ門 | 大関      | 能登山滝右エ門 | 全休            | 新大関（第27代） |
|                  | 7勝1敗           | 岩見形丈右エ門 | 関脇      | 虎灘喜太郎     | 1勝2敗5休       |                  |
|                  | 3勝3敗1預1休     | 八ツヶ隅市太郎 | 小結      | 玉垣鷲之助     | 3勝3敗1分1休    |                  |
|                  | 6勝1敗1分        | 出水川貞右エ門 | 前頭筆頭  | 艫綱良助       | 2勝1敗1分3預1休 |                  |
|                  | 3勝4敗1預        | 三國山宗右エ門 | 前頭2枚目 | 磯碇平左エ門   | 2勝3敗3休       |                  |
|                  | 2勝4敗1預1休     | 荒瀧吾太夫     | 前頭3枚目 | 関ノ戸億右衛門 | 6勝1敗1預       |                  |
|                  | 3勝1預1無勝負3休 | 雪見山堅太夫   | 前頭4枚目 | 越ノ海福松     | 6勝2敗          |                  |
| 幕内最下位格     | 2勝3敗1預2休     | 荒熊沢右エ門   | 番付外    |                |                 |                  |

## 備考
- この時代の江戸相撲においては優勝力士という概念は存在していないが、後に定められた優勝制度を遡って準用することができる。本場所においては、岩見形が優勝に相当する力士であるとみなすことができる。